# Lewis and Harris
Lewis and Harris (skotsk gælisk: Leòdhas agus Na Hearadh, skotsk: Lewis an Harris), eller Lewis with Harris, er én stor ø i de Ydre Hebrider, der er delt op af bjerge. Det er den største ø i Skotland og det er den tredjestørste af de Britiske Øer efter øerne Storbritannien og Irland med et areal på 2,178 km2, hvilket er omkring 1% af Storbritanniens areal.
Den norlige to-tredjedele af øen kaldes [the Isle of] Lewis og den sydlige tredjedel [the Isle of] Harris; hver del blive omtalt som om de var to særskilte øer, og der er mange kulturelle og lingvistiske forskelle mellem de to dele.
Det højeste punkt er Clisham med 799 m, der er et Corbetts.
Der bør omkring 21.000 personer på Lewis and Harris, og de omkring 12.000 bor i den største bosættelse Stornoway og nærliggende landsbyer.